# Deutscher Comedypreis 2018
Die Verleihung des Deutschen Comedypreises 2018 fand am 7. Oktober 2018 im Rahmen des Internationalen Köln Comedy Festivals in Köln statt. Moderatorin der Veranstaltung war Carolin Kebekus, die neben Luke Mockridge drei Mal nominiert wurde.
Die Preisverleihung wurde erstmals live auf RTL übertragen. Verliehen wurde der Preis in elf Kategorien, um eine weniger als 2017, die Kategorie Beste Schauspielerin / Bester Schauspieler entfiel gegenüber dem Vorjahr.

## Jury
Die Auszeichnungen für den Sonderpreis, den erfolgreichsten Live-Act und den besten Newcomer wurden vom Veranstalter, der Köln Comedy Festival GmbH, ohne vorherige Nominierung vergeben. Über die restlichen Preisträger entschied eine Fachjury am Tag der Verleihung. Jurypräsidentin war Mirja Boes und Juryvorsitzender Ralf Günther. Weitere Jurymitglieder waren Chris Geletneky, Jochen Winter (freier Autor), René Jamm (Warner Bros.), Andrea Achterberg (Regisseurin) und Anja Rützel.

## Preisträger und Nominierte
Am 5. September 2018 wurden die Nominierungen bekanntgegeben.

### Bestes TV-Soloprogramm
Carolin Kebekus live! – AlphaPussy (RTL)
Luke Mockridge live! – Lucky Man (Sat. 1)
Markus Krebs live! Permanent Panne (RTL)

### Beste Comedyserie
jerks. (ProSieben / maxdome)
Sankt Maik (RTL)
Pastewka (Prime Video)

### Beste Sitcom
Beste Schwestern (RTL) und Jennifer – Sehnsucht nach was Besseres (NDR)
Magda macht das schon! (RTL)

### Beste Parodie/Sketch-Show
Sketch History (ZDF)
Trixie Wonderland – Weihnachten mit Trixie Dörfel (ARD/WDR)
Kroymann (ARD/Radio Bremen)

### Beste Comedy-Show
Luke! Die Woche und ich (Sat. 1)
PussyTerror TV (ARD/WDR)
Sträters Männerhaushalt (WDR)
Markus Krebs – Die Show (RTL)
Mario Barth räumt auf (RTL)

### Beste Satire-Show
Mann, Sieber! (ZDF)
Extra 3 (NDR)
heute-show (ZDF)
Neo Magazin Royale (ZDFneo)
Die Anstalt (ZDF)

### Beste Innovation
Das Institut – Oase des Scheiterns (BR, NDR, WDR, PULS und ARD-alpha)
Dr. Böhmermanns Struwwelpeter (ZDF)
Meine heile Welt (ARD)

### Beste Komikerin/Bester Komiker
Carolin Kebekus
Ralf Schmitz
Luke Mockridge
Chris Tall
Mario Barth

## Weitere Preisträger
Die folgenden Preise sind vom Veranstalter gesetzte Preise und wurden ohne vorherige Nominierung bekanntgegeben. Der Sonderpreis wurde am 1. Oktober 2018 verkündet.

### Erfolgreichster Live-Act
Luke Mockridge

### Bester Newcomer
Felix Lobrecht

### Sonderpreis
Gerburg Jahnke